# Morciano di Leuca
Morciano di Leuca ist eine südostitalienische Gemeinde (comune).

## Geografie

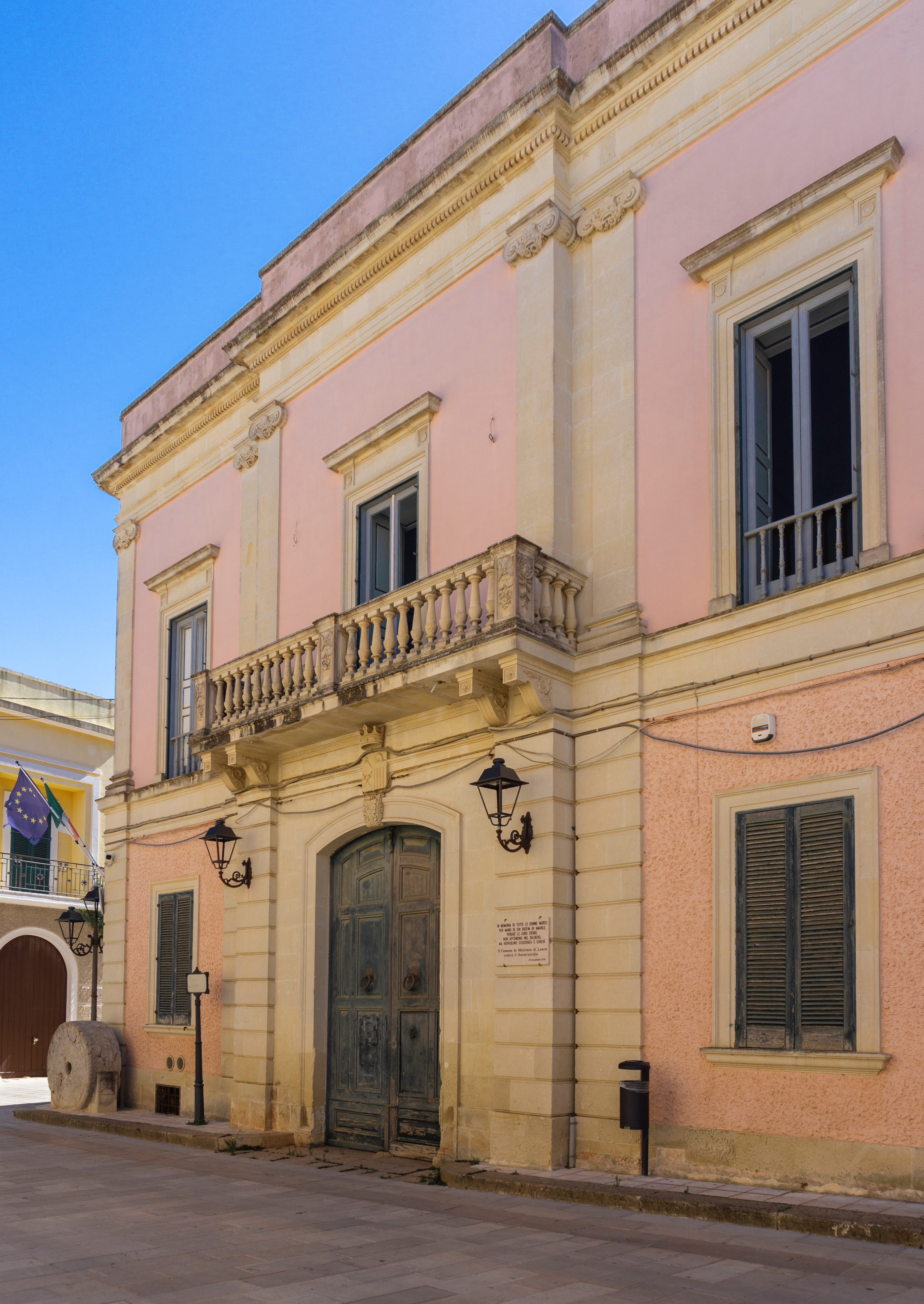
Rathaus

Die Gemeinde hat 3030 Einwohner (Stand 31. Dezember 2023). Sie liegt in der Provinz Lecce in Apulien, etwa 58 Kilometer südsüdöstlich der Stadt Lecce im südlichen Salento. Es liegt unmittelbar am Ionischen Meer.

## Geschichte
Morciano di Leuca und die Ortsteile entstanden im 9. Jahrhundert, nachdem die Stadt Vereto durch die Sarazenen zerstört wurde.

## Verkehr
Der Bahnhof Morciano-Castrignano-Barbarano-Giuliano liegt an der Bahnstrecke Novoli–Gagliano Leuca.
Durch die Gemeinde führt die Strada Statale 274 Salentina Meridionale von Gallipoli nach Castrignano del Capo.